# Metro v Dnipru
Metro v Dnipru, Dniperské metro (ukrajinsky Дніпровський метрополітен, rusky Днепровский метрополитен, do latinky přepisovatelné jako Dniprovskyj Metropoliten) je systém metra v Dnipru. V současnosti jej tvoří jedna jediná linka o šesti stanicích.
Metro v Dnipru je třetí, které bylo otevřené na Ukrajině, a to roku 1995. Je v provozu od 5:30 do 23:00 hodin a ročně přepraví 8 milionů lidí. Rozchod kolejí činí 1524 mm (široký rozchod), použité napětí pak 824 V.

## Historie a budoucnost
Metro se veřejnosti otevřelo 29. prosince roku 1995, v sestavě šesti stanic a o délce 7,1 km. Další tři stanice na úseku dlouhém 2,1 km, pokračujícím východně od současně provozovaného, byly v roce 2016 ve výstavbě. S jejich otevřením se počítalo do roku 2019. 
Výhledově je také plánována druhá linka, která podjede řeku Dněpr. Hotová síť má mít délku 80 km a celkově tři linky.

## Stanice
Z celkového počtu šesti stanic je pět hluboko založených a jedna založená mělce. Čtyři jsou jednolodní, jedna pilířová a již zmíněná mělce založená pak pilířová trojlodní. Výzdoba stanic je provedena v typickém sovětském stylu, tj. často je používán mramor a ostatní druhy dekorativního kamene. Vzhledem k tomu, že systém byl otevřen až několik let po pádu SSSR, není architektonické ztvárnění podzemních prostor tak okázalé.

## Vozový park
V provozu jsou vozy série 81-71 (podobné jezdí i v Praze, Budapešti a Varšavě). V dobách otevření metra jezdily v pětivozových soupravách, ty však byly zkráceny na tří- a čtyřvozové vzhledem k nízkému vytížení metra.

## Stanice
Provozované stanice:
- Pokrovska
- Prospekt Svobody
- Zavodska
- Metalurhiv
- Metrobudivnykiv
- Vokzalna

Rozestavěné stanice:
- Teatralna
- Centralna
- Muzejna